# 아바둥근잎박쥐
아바둥근잎박쥐 또는 아바잎코박쥐(Hipposideros abae)는 잎코박쥐과에 속하는 박쥐의 일종이다. 나이지리아에서 세네갈에 이르는 남부 해안을 따라 서아프리카에서 발견된다. 수단과 우간다에서도 개체수가 보고된다. 자연 서식지는 아열대 또는 열대 기후 지역의 습윤 저지대 숲과 건조 사바나 지역, 습윤 사바나 지역, 동굴이다.